# برونو جراسي
برونو جراسي (بالبرتغالية: Bruno Medeiros Grassi‏) (5 مارس 1987 بسانتا كاتارينا في البرازيل - ) هو لاعب كرة قدم برازيلي في مركز حراسة المرمى في نادي رضوى السعودي. لعب مع غريميو بورتو أليغرينزي ونادي إنترناسيونال ونادي ماريتيمو وجي. دي. توريزينسي ‏ ونادي موجي ميريم وÁguia de Marabá Futebol Clube ‏ وEsporte Clube Cruzeiro ‏ وSport Club São Paulo ‏ وAraripina Futebol Clube ‏ وC.S. Marítimo B ‏ ونادي يبيرانغا ونادي باسو فوندو ونادي جدة ونادي العين.

## روابط خارجية
- برونو جراسي على موقع قاعدة بيانات كرة القدم.إي يو (الإنجليزية)
- برونو جراسي على موقع Soccerway.com (الإنجليزية)